# Lijst van voetbalinterlands Angola - Gabon
Deze lijst van voetbalinterlands is een overzicht van alle officiële voetbalwedstrijden tussen de nationale teams van Angola en Gabon. De Afrikaanse landen speelden tot op heden 22 keer tegen elkaar. De eerste ontmoeting was een vriendschappelijke wedstrijd op 23 augustus 1981 in Luanda. Het laatste duel, een kwalificatiewedstrijd voor het Wereldkampioenschap voetbal 2022, werd gespeeld in Franceville op 11 oktober 2021.

## Wedstrijden
| №  | Plaats      | Datum            | Competitie                   | Wedstrijd      | Uitslag |
| -- | ----------- | ---------------- | ---------------------------- | -------------- | ------- |
| 1  | Luanda      | 23 augustus 1981 | Vriendschappelijk            | Angola − Gabon | 1 − 1   |
| 2  | Libreville  | 18 november 1982 | Afrika Cup 1982 kwalificatie | Gabon − Angola | 2 − 2   |
| 3  | Luanda      | 28 november 1982 | Afrika Cup 1982 kwalificatie | Angola − Gabon | 4 − 0   |
| 4  | Luanda      | 5 oktober 1986   | Afrika Cup 1988 kwalificatie | Angola − Gabon | 1 − 0   |
| 5  | Libreville  | 19 oktober 1986  | Afrika Cup 1988 kwalificatie | Gabon − Angola | 1 − 0   |
| 6  | Brazzaville | 27 april 1987    | Vriendschappelijk            | Angola − Gabon | 1 − 0   |
| 7  | Libreville  | 29 november 1987 | Vriendschappelijk            | Gabon − Angola | 0 − 0   |
| 8  | Luanda      | 1 augustus 1988  | Vriendschappelijk            | Angola − Gabon | 4 − 1   |
| 9  | Luanda      | 11 juni 1989     | WK 1990 kwalificatie         | Angola − Gabon | 2 − 0   |
| 10 | Libreville  | 27 augustus 1989 | WK 1990 kwalificatie         | Gabon − Angola | 1 − 0   |
| 11 | Luanda      | 19 maart 1994    | Vriendschappelijk            | Angola − Gabon | 2 − 1   |
| 12 | Luanda      | 24 januari 1999  | Afrika Cup 2000 kwalificatie | Angola − Gabon | 3 − 1   |
| 13 | Libreville  | 6 juni 1999      | Afrika Cup 2000 kwalificatie | Gabon − Angola | 3 − 1   |
| 14 | Luanda      | 25 augustus 2002 | Vriendschappelijk            | Angola − Gabon | 1 − 0   |
| 15 | Libreville  | 3 juli 2004      | WK 2006 kwalificatie         | Gabon − Angola | 2 − 2   |
| 16 | Luanda      | 4 september 2005 | WK 2006 kwalificatie         | Angola − Gabon | 3 − 0   |
| 17 | Libreville  | 6 september 2014 | Afrika Cup 2015 kwalificatie | Gabon − Angola | 1 − 0   |
| 18 | Luanda      | 15 november 2014 | Afrika Cup 2015 kwalificatie | Angola − Gabon | 0 − 0   |
| 19 | Franceville | 17 november 2019 | Afrika Cup 2021 kwalificatie | Gabon − Angola | 2 − 1   |
| 20 | Luanda      | 29 maart 2021    | Afrika Cup 2021 kwalificatie | Angola − Gabon | 2 − 0   |
| 21 | Luanda      | 8 oktober 2021   | WK 2022 kwalificatie         | Angola − Gabon | 3 − 1   |
| 22 | Franceville | 11 oktober 2021  | WK 2022 kwalificatie         | Gabon − Angola | 2 − 0   |

## Samenvatting
| Competitie              | Totaal gespeeld | Winst Angola | Gelijk | Winst Gabon | Doelsaldo Angola – Gabon |
| ----------------------- | --------------- | ------------ | ------ | ----------- | ------------------------ |
| WK-kwalificatie         | 6               | 3            | 1      | 2           | 10 − 6                   |
| Afrika Cup-kwalificatie | 10              | 4            | 2      | 4           | 14 − 10                  |
| Vriendschappelijk       | 6               | 4            | 2      | 0           | 9 − 3                    |
| Totaal                  | 22              | 11           | 5      | 6           | 33 − 19                  |

Wedstrijden bepaald door strafschoppen worden, in lijn met de FIFA, als een gelijkspel gerekend.
FAF · A-internationals · Bondscoaches · Statistieken · Angolees vrouwenelftal · Olympisch elftal · Angola U21 · Angola U20 · Angola U19 · Angola U18 · Angola U17
1980 – 1989 · 
1990 – 1999 · 
2000 – 2009 · 
2010 – 2019 ·
2020 − 2029
WK 2006
1977 · 
1978 · 1979 · 
1980 · 
1981 · 
1982 · 
1983 · 
1984 · 
1985 · 
1986 · 
1987 · 
1988 · 
1989 · 
1990 · 
1991 · 
1992 · 
1993 · 
1994 · 
1995 · 
1996 · 
1997 · 
1998 · 
1999 · 
2000 · 
2001 · 
2002 · 
2003 · 
2004 · 
2005 · 
2006 · 
2007 · 
2008 · 
2009 · 
2010 · 
2011 · 
2012 · 
2013 · 
2014 ·
2015 ·
2016 ·
2017 ·
2018 ·
2019 ·
2020 ·
2021 ·
2022 ·
2023 ·
2024
Algerije ·
Argentinië ·
Bahrein ·
Benin ·
Botswana ·
Burkina Faso ·
Burundi ·
Centraal-Afrikaanse Republiek ·
Comoren ·
Congo-Brazzaville ·
Congo-Kinshasa ·
Cuba ·
Egypte ·
Equatoriaal-Guinea ·
Eritrea ·
Estland ·
Ethiopië ·
Gabon ·
Gambia ·
Ghana ·
Guinee ·
Guinee-Bissau ·
Iran ·
Ivoorkust ·
Japan ·
Kaapverdië ·
Kameroen ·
Kenia ·
Lesotho ·
Letland ·
Liberia ·
Libië ·
Madagaskar ·
Malawi ·
Mali ·
Malta ·
Marokko ·
Mauritanië ·
Mauritius ·
Mexico ·
Mozambique ·
Namibië ·
Niger ·
Nigeria ·
Noord-Macedonië ·
Oeganda ·
Portugal ·
Rwanda ·
Sao Tomé en Principe ·
Saoedi-Arabië ·
Senegal ·
Seychellen ·
Sierra Leone ·
Soedan ·
Swaziland ·
Tanzania ·
Togo ·
Tsjaad ·
Tunesië ·
Turkije ·
Uruguay ·
Venezuela ·
Verenigde Arabische Emiraten ·
Zaïre ·
Zambia ·
Zimbabwe ·
Zuid-Afrika ·
Zuid-Korea
Iran (2006) ·
Mexico (2006) ·
Portugal (2006)
FGF · A-internationals · Selecties · Bondscoaches · Olympisch elftal · Gabonees vrouwenelftal
1960 – 1969 ·
1970 – 1979 ·
1980 – 1989 ·
1990 – 1999 ·
2000 – 2009 ·
2010 – 2019 ·
2020 − 2029
1960 · 
1961 · 
1962 · 
1963 · 
1964 ·
1965 · 
1966 · 
1967 · 
1968 ·
1969 · 
1970 · 
1971 · 
1972 · 
1973 ·
1974 ·
1975 ·
1976 · 
1977 · 
1978 · 
1979 · 
1980 · 
1981 · 
1982 · 
1983 · 
1984 · 
1985 · 
1986 · 
1987 · 
1988 · 
1989 · 
1990 · 
1991 · 
1992 · 
1993 · 
1994 · 
1995 · 
1996 · 
1997 · 
1998 · 
1999 · 
2000 · 
2001 · 
2002 · 
2003 · 
2004 · 
2005 · 
2006 · 
2007 · 
2008 · 
2009 · 
2010 · 
2011 · 
2012 · 
2013 · 
2014 ·
2015 ·
2016 ·
2017 ·
2018 ·
2019 ·
2020 ·
2021 ·
2022 ·
2023
Algerije ·
Andorra ·
Angola ·
België ·
Benin ·
Botswana ·
Brazilië ·
Burkina Faso ·
Burundi ·
Centraal-Afrikaanse Republiek ·
Comoren ·
Congo-Brazzaville ·
Congo-Kinshasa ·
Egypte ·
Equatoriaal-Guinea ·
Gambia ·
Ghana ·
Guinee ·
Guinee-Bissau ·
Ivoorkust ·
Kaapverdië ·
Kameroen ·
Kenia ·
Lesotho ·
Libanon ·
Liberia ·
Libië ·
Madagaskar ·
Malawi ·
Mali ·
Malta ·
Marokko ·
Mauritanië ·
Mauritius ·
Mozambique ·
Namibië ·
Niger ·
Nigeria ·
Oeganda ·
Oman ·
Portugal ·
Rwanda ·
Sao Tomé en Principe ·
Saoedi-Arabië ·
Senegal ·
Seychellen ·
Sierra Leone ·
Soedan ·
Swaziland ·
Tanzania ·
Thailand ·
Togo ·
Tsjaad ·
Tunesië ·
Verenigde Arabische Emiraten ·
Wit-Rusland ·
Zambia ·
Zimbabwe ·
Zuid-Afrika ·
Zuid-Soedan